# Vadu Moților
Vadu Moților là một xã thuộc hạt Alba, România. Dân số thời điểm năm 2002 là 1559 người.